# Edificio Louise Weiss
El Edificio Louise Weiss es un complejo gubernamental de la ciudad francesa de Estrasburgo, sede de la cámara principal del Parlamento Europeo.

## Descripción
El edificio fue diseñado por el estudio arquitectónico francés Architecture Studio, que ganó el concurso internacional. El edificio cuenta con 220 000 metros cuadrados. El círculo y la elipse dominan el edificio, la forma cerrada de la época clásica y las líneas abiertas del barroco. Se encuentra en el lado noroeste de la ciudad de Estrasburgo, y debe su nombre a Louise Weiss, política francesa, feminista y activista europea de los años veinte. Desde 1999 es la sede del Parlamento Europeo. Allí se realizan las doce sesiones plenarias de cuatro días al año.

## Características arquitectónicas
El edificio se divide en una parte en forma de arco para las salas de conferencias y la sala de plenos, y una torre, las oficinas de los parlamentarios.